# الیس آمبرن
الیس آمبرن (انگلیسی: Ellis Amburn; ۲ اوت ۱۹۳۳ – ۱۸ اوت ۲۰۱۸) زندگی‌نامه‌نویس اهل ایالات متحده آمریکا از شهرستان جک، تگزاس بود.